# Каразія
Каразія (від англ. kersey, за назвою села Kersey) — назва грубої вовняної тканини розрідженої фактури. В Україні відома з XV ст. як різновид місцевих домотканих тканин, із яких виготовляли переважно верхній одяг. Вироби з каразії характерні для традиційного національного костюма українських селян. Існувала і так звана козацька каразія, з якої шили шаровари, кафтани, жупани, киреї, шапки.
Згідно з офіційною етимологією, від «каразія» походить і слово «кирза».